# الأسبوع المأساوي (الأرجنتين)

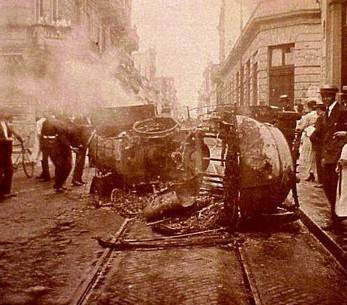

الأسبوع المأساوي (بالإسبانية: Semana Trágica) سلسلة من أعمال الشغب والمذابح وقعت في بوينس آيرس، خلال الأسبوع الذي بدأ في 7 يناير 1919. قاد الفوضويون والشيوعيون أعمال الشغب، وهزمت من قبل الشرطة الاتحادية الأرجنتينية بقيادة لويس دليبياني وتدخل الجيش الأرجنتيني.
أسفرت هذه الأحداث عن مقتل 700 شخص.